# Dietmar Beiersdorfer
Dietmar „Didi“ Beiersdorfer (* 16. November 1963 in Fürth) ist ein ehemaliger deutscher Fußballspieler und heutiger Manager.

## Karriere als Spieler

### Verein
In seiner Jugend spielte der Franke bei den Vereinen TSC Cadolzburg, TSV Altenberg, ASV Herzogenaurach und 1. FC Bamberg. 1985 wechselte er zum damaligen Oberligisten SpVgg Fürth und wurde dort von Talentsichtern des Hamburger SV entdeckt. Der HSV verpflichtete den kopfballstarken Abwehrspieler, der Sozialwissenschaften studierte, 1986 gemeinsam mit seinem Mitspieler Manfred Kastl. Beiersdorfer erkämpfte sich auf Anhieb einen Stammplatz in der Mannschaft von Trainer Ernst Happel und gewann am 20. Juni 1987 mit dem HSV den DFB-Pokal 1987. Beim 3:1-Sieg im Finale gegen die Stuttgarter Kickers zählte Beiersdorfer zu den Torschützen.
Bis zum Sommer 1992 spielte Beiersdorfer, der beim HSV Mannschaftskapitän wurde, 174-mal für die Hamburger in der Bundesliga und erzielte 14 Tore. Aus finanziellen Gründen verkaufte ihn der HSV danach zum Rivalen Werder Bremen, dessen Trikot er in der Bundesliga bis 1996 64-mal trug. 1992/93 wurde der Defensivakteur mit den Bremern Deutscher Meister und 1994 Pokalsieger. Verletzungsbedingt bestritt er in der Saison 1994/95 kein Spiel für Werder und fand nach seiner Genesung nur noch schwer Anschluss. In der Winterpause 1995/96 wechselte er zum 1. FC Köln, für den er bis zum Saisonende 16 Spiele absolvierte.
Ab Juli 1996 war Beiersdorfer beim damaligen italienischen Erstligisten AC Reggiana unter Vertrag, bei dem er nach einer Saison im Sommer  1997 aufgrund einer Augenverletzung seine aktive Laufbahn beendete.
Danach schloss er sein BWL-Studium an der HWP erfolgreich ab und arbeitete anschließend bei KPMG als Wirtschaftsprüfer-Assistent.

### Nationalmannschaft
Am 1. Mai 1991 machte Beiersdorfer im Qualifikationsspiel zur EM 1992 im Niedersachsenstadion in Hannover gegen Belgien (1:0) sein einziges offizielles Länderspiel für die deutsche Nationalmannschaft. Zudem lief er im Oktober des Jahres beim Duell des amtierenden Weltmeisters mit einer FIFA-Weltauswahl im Rahmen eines Benefiz-Spiel zugunsten von UNICEF auf, beim 3:1-Erfolg im Olympiastadion München war er neben Stefan Effenberg und Eigentorschütze Oscar Ruggeri bei einem Gegentreffer von Christo Stoitschkow als Torschütze für die DFB-Auswahl erfolgreich.

## Karriere als Manager
Im August 2002 kehrte er zum Hamburger SV zurück, bei dem er seit dem 1. September 2002 als Sportvorstand tätig war. Hier verpflichtete er Spieler wie Rafael van der Vaart, Nigel de Jong, Marcell Jansen oder Ivica Olić. Einige dieser Spieler konnte der Verein später mit hohem Gewinn weitertransferieren. Am 23. Juni 2009 verständigte sich Beiersdorfer mit dem Aufsichtsrat des Hamburger SV auf eine vorzeitige Auflösung seines noch bis Dezember 2010 laufenden Vertrages, nachdem es im Vorfeld zu Meinungsverschiedenheiten mit dem Vorstandsvorsitzenden Bernd Hoffmann gekommen war.
Vom 1. November 2009 bis zum 8. April 2011 arbeitete Beiersdorfer als „Head of Global Soccer“ für die Red Bull GmbH. Dort war er unter anderem für FC Red Bull Salzburg, RB Leipzig, Red Bull Brasil und die New York Red Bulls verantwortlich. Außerdem fungierte er vom Februar 2010 bis Mai 2011 als Vorstandsvorsitzender von RB Leipzig. Die Trennung zwischen Verein und Beiersdorfer erfolgte laut Red Bull einvernehmlich.
Im August 2012 wurde Beiersdorfer Sportdirektor von Zenit Sankt Petersburg.
Nach der Ausgliederung der Lizenzspielerabteilung des Hamburger SV in die HSV Fußball AG im Juli 2014 wurde Beiersdorfer deren Vorstandsvorsitzender. Unter seiner Führung schloss der HSV die Saison 2014/15 wie im Vorjahr auf dem Relegationsplatz ab und hielt gegen den Karlsruher SC die Klasse. Dabei beschäftigte der Verein mit Mirko Slomka, Josef Zinnbauer, Peter Knäbel (interim, eigentlich Direktor Profifußball) und Bruno Labbadia vier Cheftrainer. In der Saison 2015/16 folgte eine Platzierung im gesicherten Mittelfeld. Nach der Trennung vom Direktor Profifußball Knäbel übernahm er Anfang Mai 2016 zusätzlich dessen Aufgaben. In die Saison 2016/17 startete der HSV mit lediglich 2 Punkten aus 10 Spielen. Beiersdorfer ersetzte Labbadia währenddessen durch Markus Gisdol. Zum 14. Dezember 2016 bestellte der Aufsichtsrat Heribert Bruchhagen zum neuen Vorstandsvorsitzenden. Beiersdorfer wurde am 22. Dezember 2016 komplett aus dem Vorstand abberufen. Sein Vertrag wurde zum 31. Dezember 2016 aufgelöst. Bis dahin blieb er dem Verein als Direktor Profifußball erhalten. Nach Beiersdorfers Aus schaffte der HSV noch den Klassenerhalt, stieg aber in der Saison 2017/18 in die 2. Bundesliga ab.
Nach fast fünf Jahren ohne Anstellung im Profifußball wurde Beiersdorfer Anfang November 2021 Geschäftsführer Sport und Kommunikation des Zweitligisten FC Ingolstadt 04. Nach knapp einem Monat im Amt ersetzte Beiersdorfer den Cheftrainer André Schubert, der erst Ende September 2021 eingestellt worden war, durch Rüdiger Rehm. Die Mannschaft befand sich zu diesem Zeitpunkt nach dem 16. Spieltag der Saison 2021/22 mit 7 Punkten auf dem letzten Platz und hatte – bei deutlich schlechterer Tordifferenz – 7 Punkte Rückstand auf den Relegationsplatz sowie 10 Punkte Rückstand auf den ersten Nicht-Abstiegsplatz. Am Ende der Saison stieg der FC Ingolstadt in die dritte Liga ab.

## Privates
Beiersdorfer ist seit Juli 2006 mit Olcay Beiersdorfer verheiratet. Er lebt in Hamburg-Winterhude.

## Erfolge
- 1987 Deutscher Pokalsieger, 3:1 im Finale gegen Kickers Stuttgart (1 Tor)
- 1993 Deutscher Meister
- 1994 Deutscher Pokalsieger, 3:1 im Finale gegen Rot-Weiss Essen (1 Tor)